# IP over Avian Carriers

Un piccione viaggiatore che può trasportare il traffico IP.

IP over Avian Carriers (IPoAC) rappresenta una proposta di utilizzare piccioni viaggiatori come mezzo di trasporto per i pacchetti dati dell'Internet Protocol. 
L'idea, avanzata a fini umoristici, fu descritta per la prima volta nel documento RFC 1149, un Request for comments dell'Internet Engineering Task Force (IETF), scritto da D. Waitzman e pubblicato il 1º aprile 1990. Si tratta di uno dei numerosi pesci d'aprile.
Il 1º aprile 2011 Brian Edward Carpenter e Robert Hinden pubblicarono la RFC 6214, Adaptation of RFC 1149 for IPv6, che specificava un metodo per trasmettere pacchetti IPv6 utilizzando lo stesso medium della RFC 1149.

## Realizzazione del protocollo
In realtà, IPoAC è stato avviato con successo il 28 aprile 2001 dal Linux User Group di Bergen. Nell'esperimento sono stati trasmessi nove pacchetti di dati, su una distanza di circa cinque chilometri, ognuno dei quali trasportato da un singolo piccione e contenente un messaggio di ping (ICMP Echo Request).
Nell'esperimento sono stati ricevuti quattro dei nove pacchetti inviati, con una percentuale di pacchetti persi pari al 55% (dovuti ad errori degli utenti), e un Round Trip Time variabile tra i 3000 ed i 6000 secondi:
```
Script started on Sat Apr 28 11:24:09 2001
vegard@gyversalen:~$ /sbin/ifconfig tun0
tun0      Link encap:Point-to-Point Protocol
          inet addr:10.0.3.2  P-t-P:10.0.3.1  Mask:255.255.255.255
          UP POINTOPOINT RUNNING NOARP MULTICAST  MTU:150  Metric:1
          RX packets:1 errors:0 dropped:0 overruns:0 frame:0
          TX packets:2 errors:0 dropped:0 overruns:0 carrier:0
          collisions:0
          RX bytes:88 (88.0 b)  TX bytes:168 (168.0 b)

vegard@gyversalen:~$ ping -c 9 -i 900 10.0.3.1
PING 10.0.3.1 (10.0.3.1): 56 data bytes
64 bytes from 10.0.3.1: icmp_seq=0 ttl=255 time=6165731.1 ms
64 bytes from 10.0.3.1: icmp_seq=4 ttl=255 time=3211900.8 ms
64 bytes from 10.0.3.1: icmp_seq=2 ttl=255 time=5124922.8 ms
64 bytes from 10.0.3.1: icmp_seq=1 ttl=255 time=6388671.9 ms

--- 10.0.3.1 ping statistics ---
9 packets transmitted, 4 packets received, 55% packet loss
round-trip min/avg/max = 3211900.8/5222806.6/6388671.9 ms
vegard@gyversalen:~$ exit

Script done on Sat Apr 28 14:14:28 2001

```

Questa tecnologia, dunque, soffre di prestazioni molto scarse in termini di latenza, ma è in grado di raggiungere un alto throughput medio utilizzando come dispositivi trasportati delle memorie flash.

## Altre versioni
Waitzman ha descritto anche un protocollo migliorato nel documento RFC 2549, IP over Avian Carriers with Quality of Service, anch'esso un pesce d'aprile pubblicato il 1º aprile 1999.

## Curiosità
Nel 2018 durante la competizione globale Global Game Jam è stato sviluppato e presentato un videogioco dal nome RFC1149 avente come protagonisti proprio due piccioni viaggiatori che devono mantenere un canale di comunicazione wireless.